# Eurybia compacta
Eurybia compacta е вид многогодишно тревисто растение от семейство Сложноцветни (Asteraceae). Видът е незастрашен от изчезване.

## Разпространение
Eurybia compacta е разпространен в източната част на САЩ от Ню Джърси до Джорджия.